# اینودن
اینودن (انگلیسی: Enoden) شرکت ترابری ژاپنی است، که در سال ۱۹۰۰ تأسیس شد.